# Pellegrino von Strobel
Pellegrino von Strobel (Milan, 22 août 1821 - Traversetolo, 8 juin 1895) est un naturaliste et préhistorien italien.

## Biographie
Issu d'une très ancienne famille du Tyrol autrichien qui s'est installée à Milan lors de l’occupation autrichienne, Pellegrino von Strobel étudie le droit puis les sciences naturelles à Parme.
Au début de sa carrière, il étudie plus particulièrement les mollusques (malacologie).
Il devient en 1857 professeur d'histoire naturelle à Plaisance. En 1858, il fonde la Société italienne de sciences naturelles à Milan et obtient en 1859 la chaire de sciences naturelles à Parme. Y rencontrant Bartolomeo Gastaldi, celui-ci l'entraîne dans la recherche préhistorique. Il fouille alors les Terramare et se rend à Castiglione dei Marchesi où il s'adjoint Luigi Pigorini.
En 1865, Pellegrino von Strobel se rend en Argentine, où il fonde la Faculté de sciences naturelles de Buenos Aires. Il revient en Italie en 1867, où il reprend l'enseignement à Parme.
Comme Gaetano Chierici et Luigi Pigorini, il fut le directeur du Bullettino di Paletnologia Italiana.
Il est le père du peintre Daniele de Strobel.

## Publications
- Studi su la Malacologia Ungherese, 1850 Lire en ligne.
- Notizie malacostatiche sul Trentino, 1851 Lire en ligne.
- Delle lumache ed ostriche dell'Agro Pavese, 1855.
- Le terremare dell'Emilia, avec Luigi Pigorini et B. Gastaldi, 1862
- Avanzi preromani raccolti nelle terremare e palafitte dell'Emilia, 2 vol., 1863-1864
- Le terramare e le palalitte del Parmense, in Atti della Società Italiana di Scienze Naturali, vol. 7, 1864
- Viaggi nell'Argentinia meridionale effettuati negli anni 1865-1867 : Le Ande. Dal passo del Planchon presso la frontiera indiana australe sino alla Sierra de Mendoza, 1868
- Relazione della gita da San Rafael a San Carlos nella provincia di Mendoza, eseguita nel febrajo del 1866, 1868-1869
- Le valve degli Unio nelle mariere dell'Emilia e nei paraderos della Patagonia, 1872
- I pozzi sepolcrali di San Polo d'Enza, 1875
- Le razze del cane nelle terremare dell'Emilia, 1880
- Studio comparativo sul teschio del porco delle mariere, 1882
- Gaetano Chierici e la paletnologia italiana, avec Luigi Pigorini et N. Campanini, 1888